# Jan Kiciński
Jan Feliks Kiciński (ur. 4 stycznia 1948) – polski profesor nauk technicznych, mechanik, energetyk. Specjalizuje się w zagadnieniach z zakresu odnawialnych źródeł energii i tribologii. Członek korespondent Polskiej Akademii Nauk od 2013 roku. Wykładowca w Instytucie Maszyn Przepływowych im. Roberta Szewalskiego PAN oraz w Katedrze Mechaniki i Podstaw Konstrukcji Maszyn na Wydziale Nauk Technicznych Uniwersytetu Warmińsko-Mazurskiego w Olsztynie. 
Doktoryzował się w 1976 roku, tytuł profesora nadano mu w 1995 roku.

## Nagrody i wyróżnienia
Uhonorowany m.in.:
- Nagrodą Prezesa Rady Ministrów I stopnia (2012)
- Nagrodą Badawczą koncernu Siemens (1998)
- Badawczą Nagrodą Prezesa PAN (2005)
- Nagrodą Fundacji Zielonego Feniksa (2015)